# シンダーエラ
シンダーエラ（cinder-ella）は、日本の女性アイドルグループ。クロスアイデア所属。レーベルは残響レコードとクロスアイデアとのコラボレーベル「残響XiDEA」。

## 概要
じゅじゅなどを手掛けるだいき（大生耕三）がプロデューサーとなり、オーディションにて4人のメンバーを選抜。2019年8月21日に行われたイベント「じゅじゅる」にてプレお披露目され、同年8月26日に行われたイベント「XiDEA新歓LIVE」にて正式デビューした。
グループ名は、シンデレラの元になった童話「シンダーエラ（灰被り姫）」から採られており、「猟奇的、衝動的且つ、裏と表の二面性の感情を広がりのあるロック、メタル、ビジュアル系サウンドで体現する。」をコンセプトとしている。
2020年には、所属事務所である「クロスアイデア」と「残響レコード」がコラボレーベル「残響 XiDEA」を残響レーベル内に発足。同レーベルより第一弾アーティストとしてミニアルバム2枚を同時配信リリースした。
みあねあみが不定期で「みあねあみの美ボディ奮闘記」をYouTube Liveにて配信。みつこが不定期で「歌ってみた」シリーズをYouTubeにて配信。

## 略歴
2019年
- 8月21日、「じゅじゅる」（渋谷チェルシーホテル）にてオープニングアクトとして出演し、プレお披露目を行う。
- 8月26日、「XiDEA新歓LIVE」（渋谷eggman）にて正式にお披露目を行う。
- 11月30日、12月1日、台湾にて、SSr番外編「台南出張」（台南文化創意產業園區 茉莉工紡）に出演。初の海外遠征を行う。
- 12月22日、メンバー3名が12月生まれであることと明暗りあの生誕ライブが8月にできなかったことから、新宿RUIDO K4にて合同生誕ライブとして「タイトル未定」を開催。

2020年
- 7月19日、ワンマンライブ「cinder - ella」をYouTube上にて無観客、無料配信のかたちで実施する。
- 8月19日、コラボレーベル「残響 XiDEA」より配信ミニアルバム『cinder-ella』、『LOVE』を同時リリース[3]。
- 12月27日、新宿MARZにて合同生誕ライブ「エラタン!」を開催。

2021年
- 8月1日、活動2周年を記念し、定期主催イベント「sins」を立ち上げ。第一回となる「-sins Vol.1-」を西永福JAMにて開催。
- 12月27日、定期主催イベント「-sins Vol.5-」にて2022年3月8日に1stアルバムをリリースすることを発表[4]。
- 12月30日、新宿SAMURAIにて合同生誕ライブ「エラタン!2021」を開催。

2022年
- 1月11日、タワーレコード渋谷店にて1stアルバム「sins」を対象とした初のリリースイベントを開催。
- 3月8日、アルバム『sins』を発売。2022年3月7日付オリコンデイリーアルバムチャートにて2位を獲得した[5]。
- 8月21日、活動3周年を記念し、定期主催イベント「sins」第十三回を「-sins Vol.13- 周年記念単独無銭LIVE」と銘打って開催。
- 9月4日、新宿WALLYにて明暗りあ生誕ライブ「おたおめいあんちゃん!2022」を開催。
- 9月10日、明暗りあとみあねあみが「近代麻雀水着祭2022」に出演[6]。
- 9月17日、9月18日、タイ・バンコクにて、「IDOL SCAPE vol.01」に出演。二度目の海外遠征を行う。
- 11月20日、2ndワンマンライブ「Another」を青山RizMにて開催。
- 12月4日、西永福JAMにてみつこ生誕ライブ「みつこのうまれた日」を開催。
- 12月18日、渋谷DESEO miniにてみあねあみ、うゆゆか合同生誕ライブ「祝っちゃえ☆#あみぅゆ～ずめんとぱ～く」を開催。

2023年
- 3月18日、3rdワンマンライブ「レイ」を渋谷WWWにて開催。
- 4月28日、『FAVE』（らんくう）にて、明暗りあ、みあねあみ両名の水着グラビアが掲載[7]。
- 7月5日、単独無銭ライブ「えらる」vol.1を渋谷Milky Wayにて開催。
- 8月20日、新宿MARZにて明暗りあ生誕ライブ「OTAOMEIANCHAN♥2023」を開催。
- 12月16日、新宿MARZにてみつこ生誕ライブ「みつこの生まれた日2023」を開催。
- 12月29日、渋谷Milky Wayにてみあねあみ生誕ライブ「あみ☆パラ2023」及びうゆゆか生誕ライブ「うゆたん！」を開催。

2024年
- 3月14日、みあねあみが、Ache3.9と新ブランドyetによるコラボデザインのモデルに起用される[8]。
- 4月5日、明暗りあが、松永天馬がプロデュースするコンセプトカフェ「混沌今喫茶（コントンコンカフェ）」のイメージモデルに起用される[9]。
- 5月19日、単独無銭ライブ「えらる」vol.2を渋谷Milky Wayにて開催。
- 7月16日、単独無銭ライブ「えらる」vol.3を青山RizMにて開催。
- 8月18日、新宿MARZにて明暗りあ生誕ライブ「♥おたおめいあんちゃん2024♥」を開催。
- 9月4日、明暗りあが、ファッションブランド-niitu-のモデルに起用される。9月21日には、マルイアネックスで開催された1日店長イベントに店長として参加。
- 9月15日、みつこの活動休止が発表される。
- 9月17日、2ndアルバム『Color』を発売。
- 9月20日、5周年記念ワンマンライブ「EN」を渋谷WOMB LIVEにて開催。
- 9月23日、明暗りあとみあねあみが「近代麻雀水着祭2024FINAL」に出演
- 11月21日、単独無銭ライブ「えらる」vol.4を渋谷Milky Wayにて開催。
- 12月8日、単独無銭ライブ「えらる」vol.5を下北沢SHELTERにて開催。特別ゲストとして、じゅじゅが参加した。
- 12月22日、渋谷Milky Wayにてみあねあみ生誕ライブ「あみ☆パラ2024」
- 12月29日、渋谷Milky Wayにてうゆゆか生誕ライブ「うゆたん！2024」を開催。

2025年
- 1月12日、単独無銭ライブ「えらる」vol.6を渋谷Milky Wayにて開催。
- 2月7日、単独無銭ライブ「えらる」vol.7を渋谷Milky Wayにて開催。
- 2月7日、みつこが2月23日の主催イベントより復帰することが発表される。
- 2月23日、「シンダーエラみつこ復帰LIVE」をDESEOminiにて開催。みつこ復帰。
- 4月14日、単独無銭ライブ「えらる」vol.8を渋谷Milky Wayにて開催。
- 5月26日、単独無銭ライブ「えらる」vol.9を渋谷Milky Wayにて開催。
- 6月30日、単独無銭ライブ「えらる」vol.10を渋谷CLUB CRAWLにて開催。
- 7月4日、『IDOL FILE Vol.36』にて明暗りあのグラビアが掲載。
- 7月11日、単独無銭ライブ「えらる」vol.11を渋谷Milky Wayにて開催。

## メンバー
| 名前       | 誕生日   | 血液型 | 担当色 | 備考               |
| ---------- | -------- | ------ | ------ | ------------------ |
| みつこ     | 12月13日 | B型    | 紫     | オリジナルメンバー |
| みあねあみ | 12月19日 | B型    | 水色   | オリジナルメンバー |
| 明暗りあ   | 8月19日  | A型    | 白     | オリジナルメンバー |
| うゆゆか   | 12月30日 | O型    | 赤     | オリジナルメンバー |

## 作品

### アルバム
| #   | タイトル           | 作詞           | 作曲               |
| --- | ------------------ | -------------- | ------------------ |
| 1.  | 「DOOR」           | -              | daiki              |
| 2.  | 「YHWH」           | daiki          | KONO（te'）・daiki |
| 3.  | 「暗赤の薔薇」     | daiki          | 松尾昌樹           |
| 4.  | 「死返し」         | ハシバタカナリ | KUMA               |
| 5.  | 「LOVE」           | daiki          | KONO（te'）        |
| 6.  | 「Greed」          | Rui            | KONO（te'）        |
| 7.  | 「Well」           | Rui            | KONO（te'）        |
| 8.  | 「Envy」           | Rui            | KONO（te'）        |
| 9.  | 「Cage」           | Rui            | KONO（te'）        |
| 10. | 「君のいない世界」 | ハシバタカナリ | ハシバタカナリ     |
| 11. | 「NOT FRIEND」     | ハシバタカナリ | ハシバタカナリ     |
| 12. | 「Pride」          | daiki          | KONO（te'）        |
| 13. | 「Never End」      | Rui            | KONO（te'）        |

| #   | タイトル           | 作詞           | 作曲           |
| --- | ------------------ | -------------- | -------------- |
| 1.  | 「Door2」          | -              | るーず         |
| 2.  | 「棘」             | ハシバタカナリ | ハシバタカナリ |
| 3.  | 「ふわ」           | No.5           | No.5           |
| 4.  | 「みつめて」       | DAIKI          | DAIKI          |
| 5.  | 「ミエナイモノ」   | DAIKI          | るーず・DAIKI  |
| 6.  | 「UnReal」         | DAIKI          | DAIKI          |
| 7.  | 「Door3」          | -              | るーず         |
| 8.  | 「Another」        | DAIKI          | るーず・DAIKI  |
| 9.  | 「浮遊花」         | DAIKI          | DAIKI          |
| 10. | 「FLOWER OF LIFE」 | DAIKI          | るーず・DAIKI  |
| 11. | 「ごめんね」       | DAIKI          | DAIKI          |
| 12. | 「ネペンテス」     | No.5           | No.5           |
| 13. | 「ダウノー」       | No.5           | No.5           |
| 14. | 「ドレナージ」     | No.5           | No.5           |

### ミニアルバム
| タイトル           | 発売日                        | 収録曲 | 備考 |  |
| ------------------ | ----------------------------- | --- | --- |  |
| HIDE AND SEEK - EP | 2022年9月25日                 | \| # \| タイトル \| 作詞 \| 作曲 \| \| -- \| ----------------------------- \| ---- \| ----------- \| \| 1. \| 「ハイド・アンド・シーク」 \| No.5 \| No.5 \| \| 2. \| 「Dew」 \| Rui \| KONO（te'） \| \| 3. \| 「バラライカ」 \| No.5 \| No.5 \| \| 4. \| 「ブルーバック バウンダリー」 \| No.5 \| No.5 \| | 会場及びオンライン限定で販売されたCD作品。発売日の記載は会場および公式オンラインショップでの販売開始日に寄る。各種配信・サブスクリプションサービスでの配信は9月26日0:00より開始。 初回版にはステッカーが封入されている。 「ブルーバック バウンダリー」はじゅじゅの楽曲のカバー。 |  |
|                    |                               | | |  |
| #                  | タイトル                      | 作詞 | 作曲 |  |
| 1.                 | 「ハイド・アンド・シーク」    | No.5 | No.5 |  |
| 2.                 | 「Dew」                       | Rui | KONO（te'） |  |
| 3.                 | 「バラライカ」                | No.5 | No.5 |  |
| 4.                 | 「ブルーバック バウンダリー」 | No.5 | No.5 |  |

### 配信ミニアルバム
| #  | タイトル           | 作詞           | 作曲           |
| -- | ------------------ | -------------- | -------------- |
| 1. | 「君のいない世界」 | ハシバタカナリ | ハシバタカナリ |
| 2. | 「NOT FRIEND」     | ハシバタカナリ | ハシバタカナリ |
| 3. | 「暗赤の薔薇」     | daiki          | 松尾昌樹       |
| 4. | 「死返し」         | ハシバタカナリ | KUMA           |

| #  | タイトル      | 作詞  | 作曲        |
| -- | ------------- | ----- | ----------- |
| 1. | 「LOVE」      | daiki | KONO（te'） |
| 2. | 「GREED」     | Rui   | KONO（te'） |
| 3. | 「well」      | Rui   | KONO（te'） |
| 4. | 「NEVER END」 | Rui   | KONO（te'） |

| #  | タイトル           | 作詞  | 作曲          |
| -- | ------------------ | ----- | ------------- |
| 1. | 「Another」        | DAIKI | るーず・DAIKI |
| 2. | 「FLOWER OF LIFE」 | DAIKI | るーず・DAIKI |
| 3. | 「ミエナイモノ」   | DAIKI | るーず・DAIKI |
| 4. | 「ふわ」           | No.5  | No.5          |

### 配信シングル
| タイトル | 発売日         | 備考 |
| -------- | -------------- | --- |
| NEMUI    | 2022年12月22日 | みあねあみとうゆゆかによるグループ内ユニット「あみぅゆーず」が2022年12月18日の合同生誕ライブで披露した楽曲。 |
| ダウノー | 2023年5月22日  | |

### 映像作品
| タイトル                          | 発売日           | 規格         | 収録曲                            | 備考 |
| --------------------------------- | ---------------- | ------------ | --------------------------------- | --- |
| シンダーエラ 1stワンマン          | 2020年8月19日    | DVD／Blu-ray | 1stワンマンライブ全曲を収録       | 発売日の記載は便宜的であり同日のオンラインサイン会後に発送開始されている                                                                                         |
| cinder-ella oneman-live “Another” | 2023年8月13日    | Blu-ray      | 2ndワンマンライブ全曲を収録       | |
| CINDER ELLA 3rd ONEMAN LIVE 0     | 2023年8月13日    | Blu-ray      | 3rdワンマンライブ全曲を収録       | |
| シンダーエラなりの沖縄            | 2023年10月18日頃 | Blu-ray      |                                   | 2023年6月3日～5日の沖縄遠征のライブ定点映像、オフ会の様子、プライベート映像を収録 受注生産による限定版扱い。発売日の記載は便宜的であり発送日と推測される日を記載 |
| CINDER-ELLA 5th Anniversary EN    | 2024年11月21日   | Blu-ray      | 5周年記念ワンマンライブ全曲を収録 | 映像には、Sチケットを購入することでライブ中の動画撮影権利を得ていた観客から提供された映像も含まれている                                                          |

## ライブ・イベント

### ワンマン
- 1stワンマンライブ「cinder - ella」 （2020年7月19日）YouTube上で無観客にて開催
- 2ndワンマンライブ「Another」 （2022年11月20日）青山RizMにて開催
- 3rdワンマンライブ「レイ」 （2023年3月18日）渋谷WWWにて開催
- 5周年記念ワンマンライブ「EN」 （2024年9月20日）渋谷WOMB LIVEにて開催

### 単独無銭ライブ「えらる」
- vol.1 （2023年7月5日）渋谷Milky Wayにて開催
- vol.2 （2024年5月19日）渋谷Milky Wayにて開催
- vol.3 （2024年7月16日）青山RizMにて開催
- vol.4 （2024年11月21日）渋谷Milky Wayにて開催
- vol.5 （2024年12月8日）下北沢SHELTERにて開催　※ゲストとしてじゅじゅが出演。
- vol.6 （2025年1月12日）渋谷Milky Wayにて開催
- vol.7 （2025年2月7日）渋谷Milky Wayにて開催
- vol.8 （2025年4月14日）渋谷Milky Wayにて開催　※ゲストとしてNorecoが出演。
- vol.9 （2025年5月26日）渋谷Milky Wayにて開催　※ゲストとしてAFTERSが出演。
- vol.10 （2025年6月30日）渋谷CLUB CRAWLにて開催　※ゲストとしてXOXO EXTREMEが出演。
- vol.11 （2025年7月11日）渋谷Milky Wayにて開催　※ゲストとしてyumegiwa last girlが出演。

### 主催イベント「sins」
| #      | 開催月日 | 会場           | 出演者                                    |
| 2021年 | 2021年   | 2021年         | 2021年                                    |
| ------ | -------- | -------------- | ----------------------------------------- |
| 01     | 8月1日   | 西永福JAM      | VACATION'S、Leo-Wonder                    |
| 02     | 9月23日  | 渋谷DESEO mini | Lion net girl、POMERO                     |
| 03     | 10月24日 | 渋谷REX        | NILKLY、340.29m/s                         |
| 04     | 11月23日 | 渋谷DESEO mini | NECRONOMIDOL、innes                       |
| 05     | 12月27日 | 青山RizM       | SAKA-SAMA、suisui、美味しい曖昧           |
| 2022年 |          |                |                                           |
| 06     | 1月16日  | 西永福JAM      | 棘-おどろ-、MADMAO                        |
| 07     | 2月26日  | 渋谷DESEO min  | NEMURIORCA、Chick-flick                   |
| 08     | 3月26日  | 新宿WALLY      | Buddha TOKYO、SOMOSOMO                    |
| 09     | 4月26日  | 渋谷DESEO min  | IDOLATER、マニマニ                        |
| 10     | 5月29日  | 新宿WALLY      | GTRA、PANDAMIC                            |
| 11     | 6月18日  | 新宿WALLY      | yumegiwa last girl、パピプペポは難しい    |
| 12     | 7月27日  | 青山RizM       | may in film、HULLABALOO                   |
| 13     | 8月21日  | 渋谷DESEO min  | 活動3周年を記念しシンダーエラ単独にて実施 |
| 14     | 9月25日  | 渋谷DESEO min  | BLACKNAZARENE                             |
| 15     | 10月25日 | 渋谷DESEO min  | クロスノエシス                            |
| 2023年 |          |                |                                           |
| 16     | 5月10日  | 渋谷Milky Way  | Finger Runs                               |
| 2024年 |          |                |                                           |
| 17     | 3月23日  | 青山RizM       | I to U $CREAMing!!、Finger Runs           |
| 18     | 10月29日 | 渋谷Milky Way  | 会心ノ一撃                                |

### 主催イベントその他
- シンダーエラみつこ復帰LIVE（2025年2月23日）渋谷DESEO miniにて開催　※ゲストとして会心ノ一撃が出演。

### トークイベント「エラグルイ」
- 大阪ファンイベントin大阪（2022年5月2日）LOFT/PLUSONE WESTにて開催
- 新年会トークSP2025 （2025年1月6日）A Talk Club WOOFERにて開催

## 出演

### テレビ
- 13分のステージ（2022年2月17日　テレビ神奈川）
- 13分のステージ（2024年9月19日　テレビ神奈川）

### WEB番組
- ぐら研っ！！（2020年6月～10月　YouTube）みあねあみとうゆゆかが出演

### 雑誌
- IDOL FILE Vol.18 BIKINI (2020年8月28日発売)みあねあみとうゆゆかが掲載
- 自粛女子IDOL FILE×フェチモ (2021年1月15日発売)明暗りあが掲載[10]
- IDOL FILE Vol.24 LOLITA&GOTHIC (2021年12月10日発売)明暗りあが掲載
- FAVE Vol.1(2023年4月28日発売)みあねあみと明暗りあが掲載
- IDOL FILE Vol.36(2025年7月4日発売)明暗りあが掲載

### 写真集
- みあねあみ写真集 Valentine Situation - miane ami -　フェチモコレクション no.01 （2021年2月22日発売）
- 明暗りあ写真集 着せ替え明暗ちゃん！　フェチモコレクション no.02（2021年3月15日発売）
- みあねあみ写真集 MIANEAMI Morning routine　フェチモコレクション no.04 （2022年6月30日発売）
- 明暗りあ写真集 MEIAN RIA Morning routine　フェチモコレクション no.05（2022年9月2日発売）
- みあねあみ生誕記念写真集 大人 （2023年12月19日発売）

### デジタル写真集
- フェチモSSR PHOTO BOOK「HAPPY HALLOWEEN 2003」（2023年11月2日発売）みあねあみと明暗りあが掲載
- フェチモSSR PHOTO BOOK「MERRY CHRISTMAS 2003」（2023年12月1日発売）みあねあみと明暗りあが掲載